# 윌리엄 허트
윌리엄 매코드 허트(영어: William McChord Hurt, 1950년 3월 20일~2022년 3월 13일)는 미국의 배우이다. 연극배우로서 무대 경험을 키워왔으며 35편 이상의 영화에 출연한 중견 배우로서 수많은 수상 경험을 가지고 있다. 줄리어드 학교에서 음악과 드라마를 전공하고 1980년 《상태개조》로 데뷔했다.
그가 주연한 영화들 중에는 로런스 캐스던의 에로틱 스릴러 《보디 히트》와 《빅 칠》과 같은 80년대 최고의 영화가 있다. 제임스 브룩스의 방송국 코미디 《브로드캐스트 뉴스》로는 아카데미와 골든 글로브에 노미네이트되었고 《작은 신의 아이들》로도 아카데미 남우주연상 후보에 올랐다. 헥토르 바벤코 감독의 《거미여인의 키스》로 1985년 아카데미 남우주연상과 영국 아카데미, 칸 영화제 남우주연상을 받았다. 2006년에는 데이비드 크로넌버그 감독의 《폭력의 역사》로 아카데미 남우조연상 후보에 올랐었다.
2008년에는 《밴티지 포인트》를 비롯 《미스터 브룩스》, 《굿 셰퍼드》, 《시리아나》 등에 출연했다.

## 출연 작품

### 영화
- A.I. - 허비 교수 역
- 더러운 전쟁 - 바리안 프라이 역
- 체인징 레인스 - 스폰서 역
- 터크 애버래스팅 - 앵거스 터크 역
- 로스트 인 스페이스
- 인크레더블 헐크
- 밴티지 포인트 - 대통령 애쉬턴 역
- 다크 시티
- 스모크
- 블랙 위도우 - 테디어스 로스 역
- 더 킹스 도터

### 드라마
- 콘돌 시즌 2 (DirecTV) - 밥 피트리지 역

## 수상 경력
- 1985년 제38회 칸 영화제 남우주연상
- 1985년 댈러스-포트워스비평가협회상 남우주연상
- 1985년 다비드 디 도나텔로 어워즈 외국남자배우상
- 1986년 제6회 런던비평가협회상 남우주연상
- 1986년 제57회 미국비평가협회상 남우주연상
- 1986년 제11회 LA비평가협회상 남우주연상
- 1986년 제39회 영국아카데미시상식 남우주연상
- 1986년 제58회 아카데미 남우주연상
- 1987년 제7회 런던비평가협회상 남우주연상
- 1988년 골든홀스어워즈 남자배우상
- 1999년 뉴포트국제영화제 남우조연상
- 2005년 오스틴비평가협회상 남우조연상
- 2005년 노스텍사스비평가협회상 남우조연상
- 2005년 유타비평가협회상 남우조연상
- 2005년 제70회 뉴욕비평가협회상 남우조연상
- 2005년 제31회 LA비평가협회상 남우조연상